# Nuno Alves Pereira de Melo Cardoso
Nuno Alves Pereira de Melo Cardoso (? — ?) foi um político brasileiro.
Foi 1º vice-presidente da província do Amazonas, nomeado por carta imperial de 13 de novembro de 1872, de 16 de março a 7 de julho de 1875 e de 13 de junho a 26 de junho de 1876.